# Агіртамак
Агіртама́к (рос. Агиртамак, башк. Әгертамаҡ) — село у складі Туймазинського району Башкортостану, Росія. Входить до складу Тюменяківської сільської ради.
Населення — 610 осіб (2010; 504 у 2002).
Національний склад:
- башкири — 71 %